# 薬師堂 (弘前市)
薬師堂（やくしどう）は、青森県弘前市の地名。郵便番号は036-8121。

## 地理
北から東にかけて平川市、南は南津軽郡大鰐町に接し、北西部を東北自動車道、青森県道13号大鰐浪岡線が通る。町域の北部は平川市高畑・沖館、東は唐竹、南は大鰐町長峰、西は乳井に接する。

### 小字
小字として石田・い舘・岡本・釜萢・北熊沢・熊本・沢田・沢田口・験畑・銭神石・舘ノ平・留長根・鳥屋・糠森・日照田・南熊沢・ 萢橋がある。

## 沿革
- 1889年（明治22年） - 石川村の一部。
- 1891年（明治24年） - 当時の記録では人口458、戸数68、厩40・学校1・水車1とある。
- 1923年（大正12年） - 石川村から石川町になり、石川町の一部。
- 1957年（昭和32年） - 弘前市の大字になる。

### 地名の由来
室町時代に、当地に存在した薬師堂にちなむ。

## 世帯数と人口
2017年（平成29年）6月1日現在の世帯数と人口は以下の通りである。
| 大字               | 世帯数  | 人口  |
| ------------------ | ------- | ----- |
| 薬師堂（小字全域） | 177世帯 | 485人 |

## 施設

### 農協
- 薬師堂ライスセンター
- 薬師堂りんごセンター
- JAつがる弘前薬師堂支店

## 小・中学校の学区
市立小・中学校に通う場合、学区は以下の通りとなる。
| 大字   | 番・番地 | 小学校             | 中学校             |
| ------ | -------- | ------------------ | ------------------ |
| 薬師堂 | 全域     | 弘前市立石川小学校 | 弘前市立石川中学校 |

## 交通
- 弘南バス
  - 下石川、石川西口、石川中学校前（弘前バスターミナル - 大鰐南団地・碇ヶ関線）停留所。
  - 薬師堂北口（弘前バスターミナル - 薬師堂北口線）停留所。